# Elbe (Schiff, 1832)

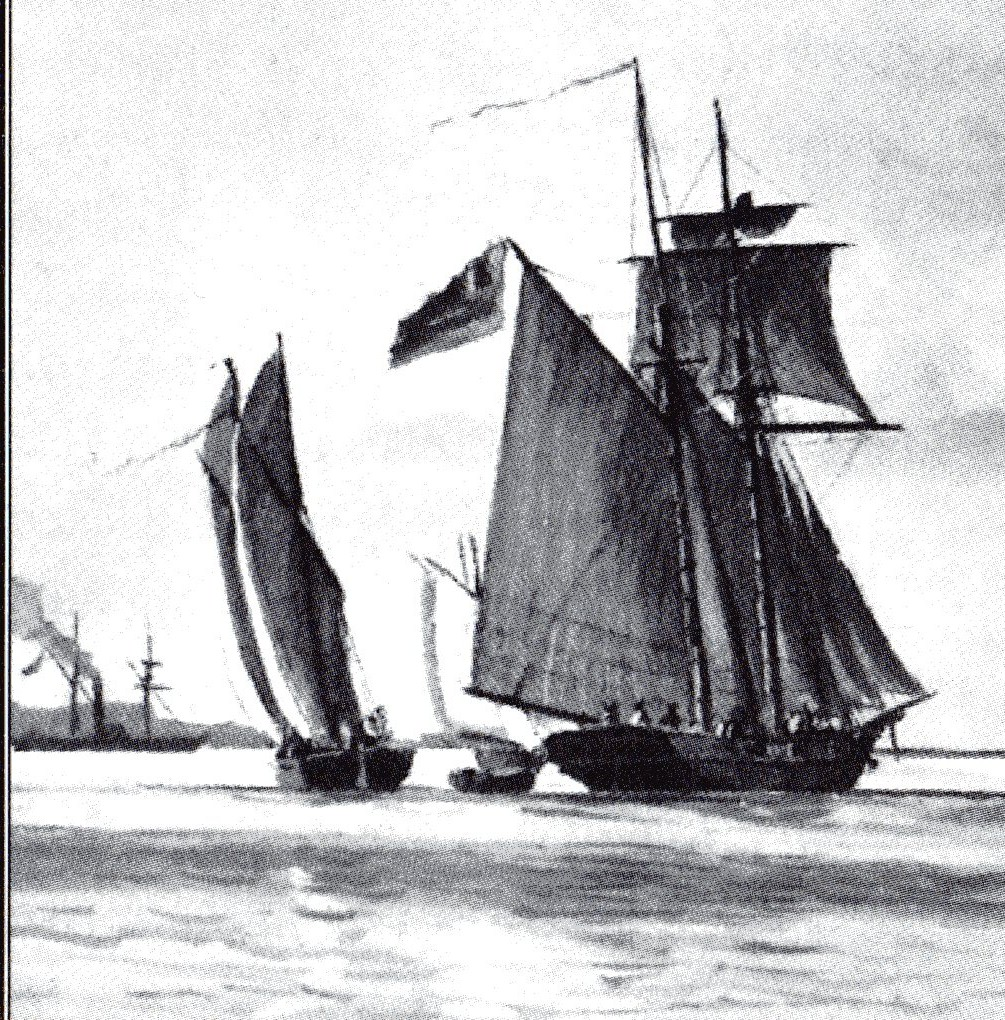
Die Elbe um 1850. Ausschnitt aus einem Gemälde von Lüder Arenhold von 1906

Die Elbe (dänisch Elben) war ein Kriegsschoner der Königlich Dänischen Marine bzw. der Schleswig-Holsteinischen Marine. Benannt war das Schiff nach der Elbe.

## Geschichte
Die Elbe wurde 1832 als Elben für die Königlich Dänische Marine in Dienst gestellt und diente als Wachschiff auf der Elbe vor dem seinerzeit dänischen Altona.
Im März 1848 wurde sie aufgelegt und am 3. April 1848 von der Schleswig-Holsteinischen Marine als Schulschiff in Dienst gestellt. Einzelheiten aus dem Dienstbetrieb sind nicht bekannt; der Schoner gehörte wie der Dampfer Bonin und einige Kanonenboote zur Reserve und war in der Ostsee stationiert. Im März 1851 wurde die Elbe nach Auflösung der Schleswig-Holsteinischen Marine wieder an Dänemark übergeben.
Der vermutlich wieder in Elben umbenannte Schoner wurde 1858 außer Dienst gestellt und 1866 abgewrackt.